# Mecolaesthus chuwitayo
Espèce
Mecolaesthus chuwitayo est une espèce d'araignées aranéomorphes de la famille des Pholcidae.

## Distribution
Cette espèce est endémique de la province de Pastaza en Équateur. Elle se rencontre à Chuwitayo dans la grotte Cueva de Los Tallos.

## Description
Le mâle holotype mesure 4,0 mm.

## Systématique et taxinomie
Cette espèce a été décrite par Huber en 2023.

## Étymologie
Son nom d'espèce lui a été donné en référence au lieu de sa découverte, Chuwitayo.

## Publication originale
- Huber, Meng, Dupérré, Herrera, Inclán & Wipfler, 2023 : « Humpback spiders from Ecuador: relationships, prosoma 'inflation', and genital asymmetry (Araneae: Pholcidae: Mecolaesthus). » Invertebrate Systematics, vol. 37, no 2, p. 117-151.